# Добрият пастир
„Добрият пастир“ (на английски: The Good Shepherd) е американски шпионски филм от 2006 г., продуциран и режисиран от Робърт Де Ниро. Във филма участват Мат Деймън, Анджелина Джоли, Алек Болдуин, Теми Бланчард, Били Крудъп, Кеър Дъли, Мартина Гедек, Уилям Хърт, Тимъти Хътън, Лий Пейс, Еди Редмейн, Джон Сешънс, Олег Стефан, Джон Туртуро и Де Ниро.

## Актьорски състав
| Актьор          | Роля                         |
| --------------- | ---------------------------- |
| Мат Деймън      | Едуард Уилсън старши         |
| Анджелина Джоли | Маргарет Ръсел Уилсън        |
| Робърт Де Ниро  | Генерал Бил Съливан          |
| Алек Болдуин    | Агент Сам Мурах              |
| Уилям Хърт      | Филип Алън                   |
| Джо Пеши        | Рей Броко                    |
| Били Крудъп     | Арчибалд Къмингс             |
| Тами Бланчард   | Лаура                        |
| Майкъл Гамбън   | Доктор Фредерикс             |
| Тимъти Хътън    | Адмирал Томас Уилсън         |
| Джон Сешънс     | Валентин Моронов             |
| Кеър Дъли       | Сенатор Джон Ръсел старши    |
| Мартина Гедек   | Хана Шилер                   |
| Гейбриъл Махт   | Джон Ръсел младши            |
| Лий Пейс        | Ричард Хейс                  |
| Еди Редмейн     | старият Едуард Уилсън младши |
| Томи Нелсън     | Едуард младши (6-7 годишен)  |
| Олег Стефан     | Стас Сиянко                  |

## В България
В България филмът е пуснат по кината на 6 април 2007 г. от Тандем Филм.
На 17 февруари 2017 г. е излъчен по Кино Нова.
На 3 октомври 2021 г. е излъчен и по FOX Life.